# Pozňaky (stanice metra v Kyjevě)
Pozňaky (ukrajinsky a rusky Позняки) jsou stanice kyjevského metra na Syrecko-Pečerské lince na hranici sídlišť Osokorky a Pozňaky pod mimoúrovňovou křizovatkou prospektu Mykoly Bažana a prospektu Petra Hryhorenka. Stanice byla otevřena v rámci čtvrtého úseku linky Syrecko-Pečerska dne 28. prosince 1994.
V roce 2014 obsloužila stanice Pozňaky skoro 39 000 cestujících denně a nachází se na hranici sídlišť Osokorky a Pozňaky pod mimoúrovňovou křizovatkou prospektu Mykoly Bažana a prospektu Petra Hryhorenka. Dva východy ze stanice ústí do podchodu pod prospekt Mykoly Bažana, který propojuje sídliště Osokorky a Pozňaky a tramvajovou smyčku, která se nachází severně od stanice metra.

## Konstrukce stanice
V původních plánech linky Syrecko-Pečerska se na levém břehu měly otevřít dva nové úseky linky Syrecko-Pečerska (Vydubyči-Osokorky, Osokorky-Charkivska a depo). Linka se stala již třetí linkou, které měly obsloužit nově postavené sídliště města, první linkou byla Svjatošynsko-Brovarska, jejíž třetí a čtvrté etapy mířily na sídliště Darnycja, Socmisto a na Lisový a Brovarský masyv, druhou linkou byla Obolonsko-Teremkivska, jejíž druhá a čtvrtá etapa mířila na sídliště Oboloň.
Stanice Pozňaky byla součástí druhého plánovaného úseku, které mělo obsloužit sídliště Osokorky, Pozňaky a Charkovský masyv. Výstavba sice začala v 80. letech 20. století, ale do aktivní fáze vstoupila až po nezávislosti Ukrajiny v 90. letech. Stavba úseku mezi stanicemi Osokorky a Charkivska a příprava tunelů pro plánované depo za stanicí Charkivska stála 1,2 triliónů karbovanců. Celý úsek byl hloubený a stavěl se na aluviální půdě, z důvodu nedostatečného zamrazení je půda nestabilní a v celém úseku se jezdí maximálně 40 kilometrů za hodinu a na mezistaničním úseku stanic Pozňaky a Charkivska pouze 30 kilometrů za hodinu.
Čtvrtý úsek linky Syrecko-Pečerska byl oficiálně otevřen 28. prosince 1994 a sestával ze dvou stanic a to Pozňaky a Charkivska.

## Charakteristika stanice
Z technického hlediska byla stanice postavena jako hloubená mělce založená dvoupatrová stanice v hloubce 12 metrů. Stanice je ve tvaru kvádru kdy nad kolejemi směřujícími směrem do stanice Charkivska se nachází galerie, která spojuje podchody pod mimoúrovňovou křižovatkou prospektu Mykoly Bažana a prospektu Petra Hryhorenka a také se v galerii nachází průchod do plánované stanice Prospekt Bažana linky metra či rychlodrážní tramvaje s názvem Livoberežna.
Kolejová zeď stanice je obložena červeným a bílým mramorem a spodní část stěny je obložena šedou a červenou žulou. Na kolejové zdi pod galerií se nachází název stanice se svým unikátním fontem, název je obložen červeným mramorem, na druhé straně směrem do centra se na kolejové zdi nachází plastové světelné panely s názvem stanice a následujícími stanicemi. Podlaha je obložena černou a červenou žulou. Pilíře stanice jsou obloženy bílým mramorem na kterých se také nachází ozdobné kovové prvky, které byly zezadu osvětleny. Strop je pokryt hliníkovými panely, pod nimiž jsou umístěny řady zářivek.

## Události

### Poškození a ulomení části tunelu v roce 2007
V mezistaničním úseku tunelu mezi stanicemi Osokorky a Pozňaky v roce 2007 došlo v plném provozu k poškození a následnému ulomení části ostění tunelu do rozchodu kolejových vozidel. Důvodem tohoto poškození bylo porušení technologie zpevňování zemin v blízkosti tunelů. V důsledku nedodržení tlakových parametrů při vstřikování roztoku bylo poškozeno ostění tunelů a část ostění se ulomila a dostala se až do rozchodu kolejových vozidel.
Opravy trvaly Kyjivmetrobudu 2 dny a v pondělí 16. července 2007 se znovu spustil provoz v mezistaničním úseku.

## Název
Plánovaný název stanice byl Provmuzol a nebo Prospekt Bažana (rusky Promuzol, Prospekt Bažana). Název Provmuzol byl odvozen od bývalé industriální zóny, která se na místě stanice nacházela. Dnešní název Pozňaky pochází od původní osady a dnešního sídliště na jehož okraji se stanice nachází.